# Eparchia Matki Bożej Wniebowziętej w Strumicy-Skopju
Eparchia Matki Bożej Wniebowziętej w Strumicy-Skopju – jednostka terytorialna Macedońskiego Kościoła Greckokatolickiego, obejmująca terytorium całego kraju. Erygowana 11 stycznia 2001 jako egzarchat apostolski Macedonii. Podniesiona do rangi eparchii 31 maja 2018.
Pozostaje w unii in persona episcopi z diecezją skopijską.

## Główne świątynie
- Katedra: Sobór Matki Bożej Wniebowziętej w Strumicy

## Biskupi

### Egzarchowie
- 2001−2005: Joakim Herbut
- 2005−2018: Kiro Stojanow

### Eparchowie
- od 2018: Kiro Stojanow